# Aries Susanti Rahayu
Aries Susanti Rahayu (* 21. března 1995 Grobogan) je reprezentantka Indonésie ve sportovním lezení, vítězka Asijských her v lezení na rychlost a s výkonem 6,955 sekund držitelka světového rekordu v lezení na rychlost. Je první ženou, která se dostala pod sedmisekundovou hranici.

## Výkony a ocenění
- 2017: mistryně Asie (družstva)
- 2018: druhé místo v celkovém hodnocení světového poháru
- 2018: vítězka Asijských her
- 2019: světový rekord na šampionátu v Sia-menu.

### Závodní výsledky
| Světový pohár       | Světový pohár | Světový pohár  |
| Rok                 | 2017          | 2018           |
| ------------------- | ------------- | -------------- |
| Obtížnost           | —             | 0              |
| jednotlivě*         | —             | -,31,-,-,-,-,- |
|                     |               |                |
| Rychlost            | 13            | 2              |
| jednotlivě* (3/1/1) | ,4,-,-,-,-,-  | ,,-,-,-,,,4    |
|                     |               |                |
| Kombinace           | 40            | —              |

* poznámka: nalevo jsou poslední závody v roce
| Asijské hry       | Asijské hry |
| Rok               | 2018        |
| ----------------- | ----------- |
| Rychlost          | 1           |
| Družstva rychlost | 1           |

| Mistrovství Asie  | Mistrovství Asie | Mistrovství Asie |
| Rok               | 2017             | 2018             |
| ----------------- | ---------------- | ---------------- |
| Obtížnost         | —                | 30               |
| Rychlost          | 3                | 3                |
| Družstva rychlost | 1                | —                |
| Bouldering        | —                | 25               |
| Kombinace         | —                |                  |